# Knotentang
Der Knotentang (Ascophyllum nodosum) ist eine im Nordatlantik verbreitete Art der Braunalgen, der auch in Nordsee und Ostsee vorkommt. Er wird zur Gewinnung von Alginsäure wirtschaftlich genutzt.

## Beschreibung
Der Knotentang ist ein Seetang mit einem kräftigen Thallus, der eine Größe von etwa 70 cm erreicht. Aus dem Haftorgan, das ihn auf dem festen Untergrund verankert, entspringen zahlreiche Langtriebe, auch können nach Beschädigung des Thallus daraus neue Triebe heranwachsen. Sie sind locker verzweigt und erweitern sich in nahezu regelmäßigen Abständen zu Schwimmblasen. Bei älteren Exemplaren wird in jedem Frühjahr eine neue Schwimmblase gebildet, so dass man daran das Alter bestimmen kann.

### Fortpflanzung

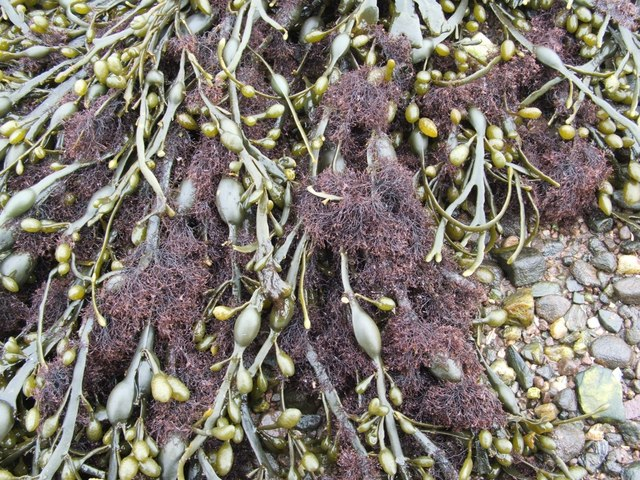
Knotentang mit Rezeptakeln, bewachsen von Vertebrata lanosa

Der Knotentang ist diploid und weist keinen Generationswechsel auf. Ausgelöst durch die kürzer werdenden Tage entstehen im Herbst seitlich am Haupttrieb büschelige Kurztriebe. Diese reifen während des Winters heran und bilden an ihren Enden keulenförmige, gelbliche Fruchtkörper (Rezeptakeln). Die Gameten entstehen dort in zahlreichen krugförmig eingesenkten Konzeptakeln. Der Knotentang ist diözisch, weibliche und männliche Gameten entstehen also auf verschiedenen Thalli. Im Frühling werden die Eizellen und Samenzellen (Schwärmer, Zoosporen) ins Wasser entlassen. Die Eizellen sondern das Pheromon Finnavarene ab, welches die Samenzellen anlockt. Im Sommer werden die alten Fruchtkörper mitsamt ihren Stielen abgeworfen.

## Ökologie
Die Rotalge Vertebrata lanosa wächst epiphytisch als Halbparasit auf dem Knotentang.
Napfschnecken der Gattung Patella fressen den Thallus des Knotentangs und können seine Bestände bis zum Verschwinden zurückdrängen.

## Vorkommen

Verbreitungskarte

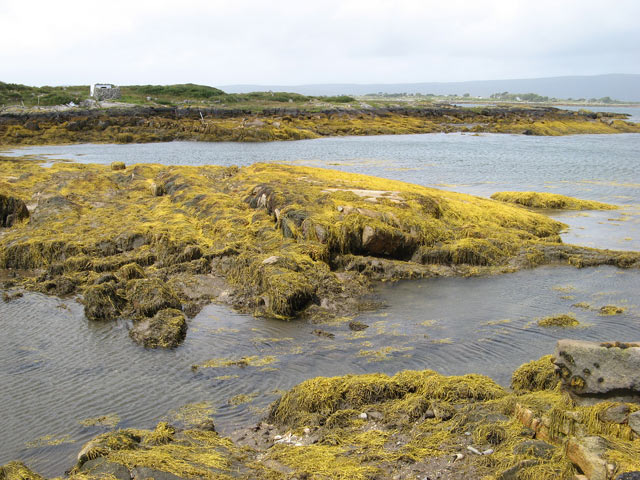
Von Knotentang überzogene Felsen

Der Knotentang ist im Nordatlantik von subtropischen bis in arktische Zonen weit verbreitet, außerdem wächst er an der Küste von Brasilien. Obwohl er gelegentlich auch in der Bucht von San Francisco aufgetaucht ist, scheint er im Pazifik nicht dauerhaft vorzukommen. In Europa reicht sein Verbreitungsgebiet von den Kanarischen Inseln bis nach Spitzbergen und umfasst auch Nordsee und Ostsee.
Er kommt in der Gezeitenzone vor, wo er an geschützten Stellen Felsen oder Mauern besiedelt. Meist ist er in der vertikalen Zone unterhalb von Spiraltang und oberhalb von Blasentang zu finden.
In der Bretagne sind die Bestände des Knotentangs in den letzten 20 Jahren extrem zurückgegangen und stellenweise ganz verschwunden. Auch in Nordirland wird ein Rückgang beobachtet. Die Tange werden durch Massenvorkommen von Napfschnecken abgefressen. Als Ursache dafür werden Populationsschwankungen oder Klimaveränderungen diskutiert.

## Systematik
Die Erstbeschreibung des Knotentangs erfolgte 1753 durch Carl von Linné unter dem Namen Fucus nodosus in Species plantarum, Band 2, S. 1159. Auguste-François Le Jolis stellte die Art 1863 in die Gattung Ascophyllum (In: Liste des algues marines de Cherbourg. Mémoires de la Société Impériale des Sciences Naturelles de Cherbourg 10, S. 5–168). Der Knotentang ist die einzige Art der Gattung Ascophyllum. Er gehört in die Familie der Fucaceae innerhalb der Ordnung der Fucales und ist nah verwandt mit der Gattung Fucus.
Synonyme für Ascophyllum nodosum (L.) Le Jolis sind Ascophylla nodosa (L.) Kuntze, Fistularia nodosa (L.) Stackh., Fucodium nodosum (L.) J. Agardh, Fucus nodosus L., Halicoccus nodosus (L.) Lyngb. und Ozothallia nodosa (L.) Decaisne & Thuret. Weiterhin werden als synonym betrachtet: Ascophylla laevigatum Stackh., Ascophyllum mackayi (Turn.) Holmes & Batters, Ascophyllum mackayi f. robertsonii Batters, Ascophyllum robertsonii (Batters) Batters, Chordaria scorpioides (Horn.) Lyngb., Fistularia mackayi (Turn.) Stackh., Fucodium nodosum var. scorpioides (Horn.) J. Agardh, Fucus mackayi Turn., Fucus nodosus var. denudatus C. Agardh, Fucus nodosus var. evesiculosus J. Agardh, Fucus nodosus var. siliquatus Turn., Fucus scorpioides Horn., Halicoccus nodosus var. furcatus Aresch., Halidrys siliquosa var. minor Lyngb., Ozothallia nodosa f. furcata (Aresch.) Kjellm. und Ozothallia vulgaris Decaisne & Thuret.

## Nutzung

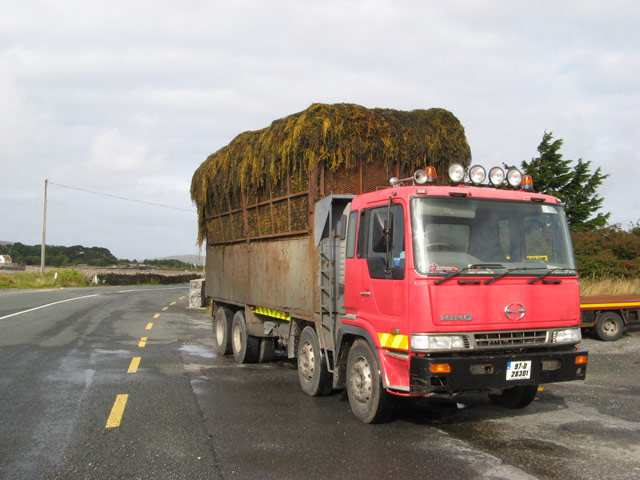
Transport von geerntetem Knotentang

Der Knotentang wird für die Gewinnung von Alginsäure genutzt, welche in der Lebensmittelindustrie und in der Biotechnologie verwendet wird. Außerdem wird er als Dünger eingesetzt. Eine nachhaltige Bewirtschaftung erfolgt in Norwegen, Irland und Island. In Connemara (Irland) werden derzeit etwa 30.000 t von Hand geerntet und zu einer Trocknungsfabrik transportiert.
Die Tange werden auch als Verpackungsmaterial für Schellfisch verwendet. Wenn sie am Bestimmungsort ins Meer geworfen werden, können sich daraus kurzlebige Populationen entwickeln.
Knotentang wird traditionell auch beim New England Clam Bake, eine traditionelle Zubereitung von Schalentiere in einem Erdofen direkt am Strand verwendet. Durch den nassen Knotentang werden die Schalentiere gedämpft.